# Podział administracyjny Niemiec

Struktura podziału administracyjnego Niemiec

Niemcy charakteryzują się czteroszczeblową strukturą administracyjną, na którą składają się: federacja, kraje związkowe, powiaty i miasta wyłączone z powiatów oraz lokalne jednostki administracyjne (gminy i związki gmin).

## Kraje związkowe
Kraje związkowe Niemiec (landy) mają charakter państw o ograniczonej suwerenności.
Niemieckie kraje związkowe zostały wprowadzone republikańską konstytucją z 1919 r., w miejsce monarchii wchodzących w skład Cesarstwa Niemieckiego.
Niemcy składają się obecnie z 16 krajów związkowych (niem. Länder), z których trzy stanowią wydzielone miasta.
- Badenia-Wirtembergia (Baden-Württemberg) – stolica Stuttgart
- Bawaria (Bayern) – stolica Monachium (München)
- Berlin – miasto wydzielone
- Brandenburgia (Brandenburg) – stolica Poczdam (Potsdam)
- Brema (Bremen) (z Bremerhaven) – miasto wydzielone
- Dolna Saksonia (Niedersachsen) – stolica Hanower (Hannover)
- Hamburg – miasto wydzielone
- Hesja (Hessen) – stolica Wiesbaden
- Meklemburgia-Pomorze Przednie (Mecklenburg-Vorpommern) – stolica Schwerin
- Nadrenia Północna-Westfalia (Nordrhein-Westfalen) – stolica Düsseldorf
- Nadrenia-Palatynat (Rheinland-Pfalz) – stolica Moguncja (Mainz)
- Saara (Saarland) – stolica Saarbrücken
- Saksonia (Sachsen) – stolica Drezno (Dresden)
- Saksonia-Anhalt (Sachsen-Anhalt) – stolica Magdeburg
- Szlezwik-Holsztyn (Schleswig-Holstein) – stolica Kilonia (Kiel)
- Turyngia (Thüringen) – stolica Erfurt

## Historia
Po II wojnie światowej Niemcy zostały podzielone na 4 strefy okupacyjne: amerykańską, brytyjską, francuską (nazywane Trizonią) i radziecką. Z Trizonii utworzono w 1949 r. Republikę Federalną Niemiec (Bundesrepublik Deutschland, BRD, RFN), a z radzieckiej strefy Niemiecką Republikę Demokratyczną (Deutsche Demokratische Republik, DDR, NRD).
Stan ten utrzymywał się do 3 października 1990 r., czyli do zjednoczenia Niemiec.

### Podział administracyjny Niemiec Zachodnich

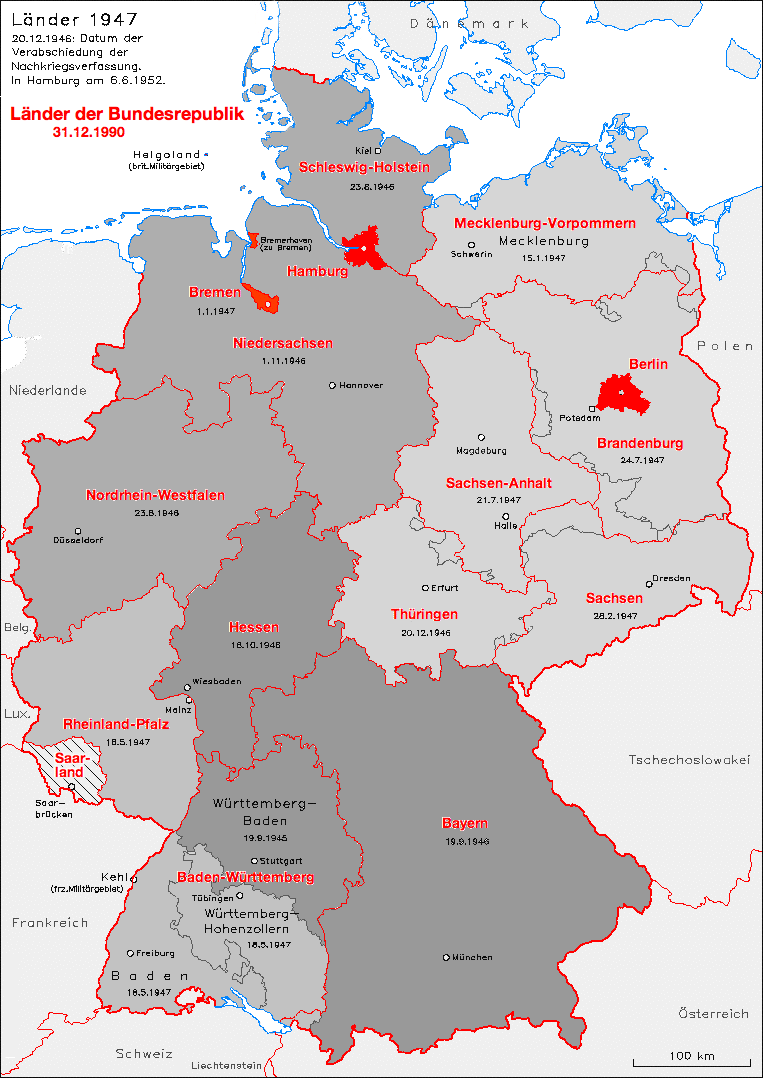

Republika Federalna Niemiec ze stolicą w Bonn była początkowo podzielona na:
- strefa brytyjska
  - Dolna Saksonia
  - Hamburg
  - Nadrenia Północna-Westfalia
  - Szlezwik-Holsztyn
- strefa amerykańska
  - Bawaria
  - Brema
  - Hesja
  - Wirtembergia-Badenia
- strefa francuska
  - Badenia
  - Nadrenia-Palatynat
  - Wirtembergia-Hohenzollern

W 1952 r. kraje: Badenia (stolica Fryburg Bryzgowijski), Wirtembergia-Badenia (stolica Stuttgart) i Wirtembergia-Hohenzollern (stolica Tybinga) połączyły się w jeden: Badenia-Wirtembergia. W 1957 r. do Republiki Federalnej Niemiec przyłączono będący wcześniej pod francuską kontrolą kraj: Saarę (niem. Saarland; stolica Saarbrücken).

### Podział administracyjny NRD

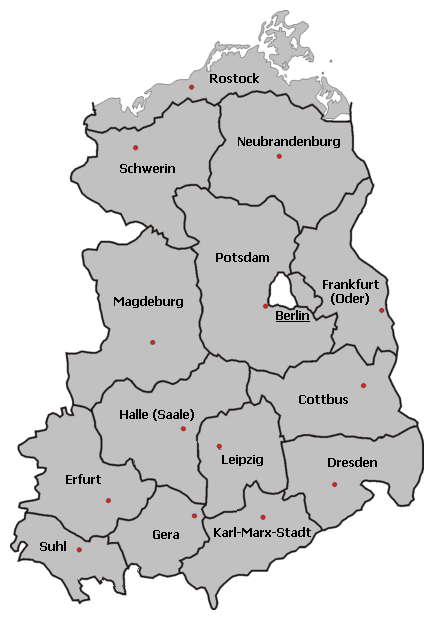

Niemiecka Republika Demokratyczna była podzielona na:
- strefa radziecka
  - Berlin (stolica o statusie specjalnym)
  - Brandenburgia
  - Meklemburgia
  - Saksonia
  - Saksonia-Anhalt
  - Turyngia

Podział NRD od 1952 r. – 15 okręgów (niem. Bezirke):
- Okręg Chociebuż (Cottbus)
- Okręg Drezno (Dresden)
- Okręg Erfurt
- Okręg Frankfurt nad Odrą (Frankfurt an der Oder)
- Okręg Gera
- Okręg Halle (Halle an der Saale)
- Okręg Karl-Marx-Stadt (obecnie Chemnitz)
- Okręg Lipsk (Leipzig)
- Okręg Magdeburg
- Okręg Neubrandenburg
- Okręg Poczdam (Potsdam)
- Okręg Rostock
- Okręg Schwerin
- Okręg Suhl

oraz stolica NRD: Berlin (część wschodnia).

### Berlin

Flaga Berlina Zachodniego

Stolica Niemiec miała w latach 1945–1990 specjalny status. Miasto było również, podobnie jak cały kraj, podzielone na 4 sektory okupacyjne: sektory amerykański, brytyjski i francuski zwano Berlinem Zachodnim Westberlin (pisownia w NRD), Berlin (West) (pisownia w RFN), który był oddzielony w latach 1961–1989 r. Murem Berlińskim od wschodniej części miasta i od radzieckiej strefy. Berlin (wschodni) (Berlin w NRD, Berlin (Ost) w RFN) od 1949 pełnił funkcję stolicy NRD (Niemieckiej Republiki Demokratycznej).

### Podział administracyjny Republiki Weimarskiej
W latach 1920–1929 państwo składało się z 18 krajów związkowych, których korzenie wywodzą się z czasów Cesarstwa Niemieckiego. Jedynie kraj związkowy Turyngia został utworzony w 1920 r. W 1934 r., za rządów Adolfa Hitlera, z krajów związkowych Mecklenburg-Schwerin i Mecklenburg-Strelitz utworzono jeden kraj związkowy Meklemburgia. W 1937 r. Lubeka stała się częścią Prus.
| \| Kraj \| Powierzchnia [km²] \| Liczba mieszk. \| Gęstość zaludn. \| Stolica \| \| ---------------------- \| ------------------ \| -------------- \| --------------- \| ----------- \| \| Anhalt \| 2 313,58 \| 351 045 \| 143 \| Dessau \| \| Badenia \| 15 069,87 \| 2 312 500 \| 153 \| Karlsruhe \| \| Bawaria \| 75 996,47 \| 7 379 600 \| 97 \| Monachium \| \| Brunszwik \| 3 672,05 \| 501 875 \| 137 \| Brunszwik \| \| Brema \| 257,32 \| 338 846 \| 1322 \| Brema \| \| Hamburg \| 415,26 \| 1 132 523 \| 2775 \| Hamburg \| \| Ludowa Republika Hesji \| 7 691,93 \| 1 347 279 \| 167 \| Darmstadt \| \| Lippe \| 1 215,16 \| 16 648 \| 135 \| Detmold \| \| Lubeka \| 297,71 \| 127 971 \| 430 \| Lubeka \| \| Meklemburgia-Schwerin \| 13 126,92 \| 674 045 \| 51 \| Schwerin \| \| Meklemburgia-Strelitz \| 2 929,50 \| 110 269 \| 38 \| Neustrelitz \| \| Oldenburg \| 6 423,98 \| 545 172 \| 85 \| Oldenburg \| \| Prusy \| 292 695,36 \| 38 175 986 \| 130 \| Berlin \| \| Saksonia \| 14 986,31 \| 4 992 320 \| 333 \| Drezno \| \| Schaumburg-Lippe \| 340,30 \| 48 046 \| 141 \| Bückeburg \| \| Turyngia \| 11 176,78 \| 1 607 329 \| 137 \| Weimar \| \| Waldeck \| ? \| ? \| ? \| Waldeck \| \| Wirtembergia \| 19 507,63 \| 2 580 235 \| 132 \| Stuttgart \| \| Terytorium Saary \| 1 910,49 \| 768 000 \| 402 \| Saarbrücken \| \| Rzesza Niemiecka \| 470 026,62 \| 63 156 689 \| 134 \| Berlin \| |                    |                |                 |             |
| Kraj | Powierzchnia [km²] | Liczba mieszk. | Gęstość zaludn. | Stolica     |
| Anhalt | 2 313,58           | 351 045        | 143             | Dessau      |
| Badenia | 15 069,87          | 2 312 500      | 153             | Karlsruhe   |
| Bawaria | 75 996,47          | 7 379 600      | 97              | Monachium   |
| Brunszwik | 3 672,05           | 501 875        | 137             | Brunszwik   |
| Brema | 257,32             | 338 846        | 1322            | Brema       |
| Hamburg | 415,26             | 1 132 523      | 2775            | Hamburg     |
| Ludowa Republika Hesji | 7 691,93           | 1 347 279      | 167             | Darmstadt   |
| Lippe | 1 215,16           | 16 648         | 135             | Detmold     |
| Lubeka | 297,71             | 127 971        | 430             | Lubeka      |
| Meklemburgia-Schwerin | 13 126,92          | 674 045        | 51              | Schwerin    |
| Meklemburgia-Strelitz | 2 929,50           | 110 269        | 38              | Neustrelitz |
| Oldenburg | 6 423,98           | 545 172        | 85              | Oldenburg   |
| Prusy | 292 695,36         | 38 175 986     | 130             | Berlin      |
| Saksonia | 14 986,31          | 4 992 320      | 333             | Drezno      |
| Schaumburg-Lippe | 340,30             | 48 046         | 141             | Bückeburg   |
| Turyngia | 11 176,78          | 1 607 329      | 137             | Weimar      |
| Waldeck | ?                  | ?              | ?               | Waldeck     |
| Wirtembergia | 19 507,63          | 2 580 235      | 132             | Stuttgart   |
| Terytorium Saary | 1 910,49           | 768 000        | 402             | Saarbrücken |
| Rzesza Niemiecka | 470 026,62         | 63 156 689     | 134             | Berlin      |